# Villetta Barrea
Villetta Barrea – miejscowość i gmina we Włoszech, w regionie Abruzja, w prowincji L’Aquila.
Według danych na rok 2004 gminę zamieszkiwało 591 osób, 29,6 os./km².